# Pandanus pluvisilvaticus
Pandanus pluvisilvaticus är en enhjärtbladig växtart som beskrevs av Harold St.John. Pandanus pluvisilvaticus ingår i släktet Pandanus och familjen Pandanaceae. Inga underarter finns listade.